# ジェレメジェバイト
ジェレメジェバイト(jeremejevite、エレミア石、エレメエファイトなど)とは、化学式Al6[(F,OH)3|(BO3)5]の希少なアルミニウムホウ酸塩鉱物のことである。
1883年にフランスの鉱物学者アレクシス・ダモーが最初に、シベリアのザバイカリエ地方ネルチンスク地区Soktuj Gora（Soktuj山）で発見された石であると記録した。名称は、ロシアの鉱物学者Pavel Vladimirovich Eremeev (エレミエフ
、ドイツ語：Jeremejev、本名：パヴェル・ウラジミロヴィッチ・イェレメイェフ - ru:Павел Владимирович Еремеев) (1830–1899)にちなんで命名された。

## 採掘主産出国
- ドイツ
- ナミビア
- タジキスタンパミール高原
- ミャンマー

## ギャラリー

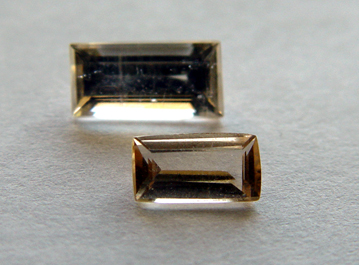
ミャンマー産 薄い黄色 1.97カラットと0.84カラット
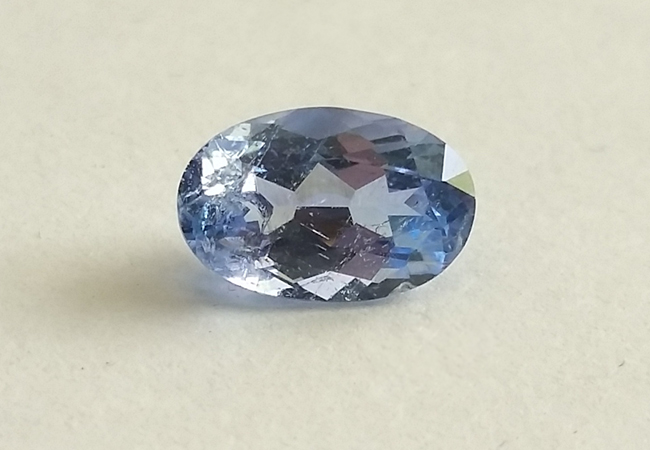
ナミビア産 青色